# Hermann Weidemann (Politiker)
Hermann Karl Otto Weidemann (* 7. September 1887 in Ribnitz; † 26. Juli 1961 in Hofgeismar) war ein hessischer Politiker (SPD) und Abgeordneter des Hessischen Landtags.
Hermann Weidemann arbeitete nach der Volksschule als Buchdrucker. Ab 1905 war er Mitglied der SPD und im Verband der Deutschen Buchdrucker. 1919 arbeitete er als Redakteur bei der Hofgeismarer Zeitung. Für die SPD war er von 1919 bis 1933 Stadtverordneter, Beigeordneter, Mitglied des Kreistags. Von 1928 bis 1933 Mitglied des Kommunallandtag Kassel und Provinziallandtag der Provinz Hessen-Nassau.
Am 2. Mai 1933 und nach dem Attentat vom 20. Juli 1944 wurde er verhaftet und im KZ Sachsenhausen festgehalten.
Die US-amerikanische Besatzungsmacht ernannte ihn am 24. April 1945 zum kommissarischen Bürgermeister der Stadt Hofgeismar, dessen Amt er bis 1948 behielt. Vom 15. Juli 1946 bis zum 30. November 1946 war Weidemann Mitglied der Verfassungberatenden Landesversammlung Groß-Hessen und vom 1. Dezember 1946 bis zum 30. November 1954 Mitglied des Hessischen Landtags.
Weidemann war seit 1909 mit Ida Moll verheiratet und hatte vier Töchter. Seine Tochter Lotti musste in einem Rüstungsbetrieb arbeiten und starb bei einem alliierten Bombenangriff auf Kassel.